# American Service-Members' Protection Act
American Service-Members' Protection Act, promulgada em 2 de agosto de 2002, conhecida informalmente como Hague Invasion Act, é uma lei federal dos Estados Unidos descrita como "um projeto de lei para proteger o pessoal militar dos Estados Unidos e outros funcionários eleitos e nomeados do governo dos Estados Unidos contra processos criminais por um tribunal criminal internacional do qual os Estados Unidos não fazem parte". 

## Descrição
Os Estados Unidos não são membros do Tribunal Penal Internacional (TPI). A lei autoriza o Presidente dos Estados Unidos a usar "todos os meios necessários e apropriados para conseguir a libertação de qualquer pessoal dos Estados Unidos ou de aliados detidos ou presos por, em nome do, ou a pedido do Tribunal Penal Internacional". Essa autorização fez com que a lei fosse coloquialmente apelidada de "The Hague Invasion Act", já que permite ao presidente ordenar uma ação militar dos Estados Unidos, como uma invasão de Haia, onde o TPI está localizado, para proteger oficiais e militares estadunidenses de processo judicial ou resgatá-los da custódia.
O projeto de lei foi apresentado pelo senador Jesse Helms (republicano da Carolina do Norte) e pelo deputado Tom DeLay (republicano do Texas), como uma emenda à Supplemental Appropriations Act for Further Recovery From and Response to Terrorist Attacks on the United States de 2002. A emenda  foi aprovada por 75–19 pelo Senado dos Estados Unidos, com 30 democratas e 45 republicanos votando a favor. O projeto de lei foi sancionado pelo presidente George W. Bush em 2 de agosto de 2002.

## Efeitos
A lei proíbe governos e agências federais, estaduais e locais (incluindo tribunais e agências de aplicação da lei) de auxiliar o Tribunal Penal Internacional (TPI). Por exemplo, proíbe a extradição de qualquer pessoa dos Estados Unidos para o TPI; proíbe a transferência de informações classificadas de segurança nacional e de aplicação da lei para o TPI; e proíbe agentes do tribunal de conduzir investigações nos Estados Unidos.
A lei também proíbe a ajuda militar dos Estados Unidos a países que fazem parte do TPI. No entanto, exceções são permitidas para ajuda a membros da OTAN, aliados importantes extra-OTAN, Taiwan e países que firmaram "Acordos do Artigo 98", concordando em não entregar cidadãos estadunidenses ao TPI. Além disso, a lei não proíbe os Estados Unidos de auxiliar na busca e captura de estrangeiros procurados pelo TPI, especificamente citando Saddam Hussein, Slobodan Milošević e Osama bin Laden como exemplos.